# Sergueï Oulagaï
Sergueï Gueorguievitch Oulagaï (russe : Серге́й Гео́ргиевич Улага́й), né le 19 octobre 1875 et mort le 29 avril 1944 à Marseille, est un cosaque du Kouban d’origine tcherkesse, vétéran de la guerre russo-japonaise, de la Première Guerre mondiale et de la guerre civile russe.

## Formation
Oulagaï étudie au corps des cadets de Voronej et à l’école de cavalerie Nicolas. Il prend son service en 1897 et participe à la guerre russo-japonaise de 1905.

## Première Guerre mondiale
Il combat pendant la Première Guerre mondiale dans les rangs de la division des cosaques du Kouban et du premier régiment de la ligne du Kouban. En janvier 1917 il reçoit l’ordre de Saint-Georges de IVe classe. Au printemps 1917 il est promu colonel.

## Intervention de Kornilov
En septembre 1917 le gouvernement provisoire fait arrêter Oulagaï à la suite de l’intervention de Kornilov, mais il parvient à s’échapper et à rentrer dans son Kouban natal.

## Dans les armées blanches
Après la révolution d’octobre il s’engage dans le mouvement des volontaires. En décembre 1917 S. Oulagaï forme un détachement de cosaques du Kouban puis participe à la première campagne du Kouban de l’armée des volontaires à la tête d’un bataillon d’infanterie. Blessé lors de la campagne il ne reprend son service qu’en juillet 1918. Il commande alors une grande partie des unités du colonel Andreï Chkouro à partir desquelles sera formée plus tard la 2e division du Kouban.
Fin août 1918, la 2e division du Kouban du colonel Oulagaï inflige une lourde défaite à l’Armée rouge à proximité de Blagadatnoïe, permettant d’encercler Stavropol. En novembre 1918 il est promu général-major. En décembre de la même année la division du général Oulagaï, sous le commandement général du général Wrangel, participe à la libération de la région du Térek.
Il participa à l’anéantissement des troupes rouges sur le front du nord-Caucase (notamment la 11e armée rouge commandée par Kruse et forte de cent mille hommes) lors des opérations caucasiennes des Forces Armées du Sud de la Russie (décembre 1918 — février 1919) au sein du 1er corps de cavalerie du général baron Wrangel.
Début 1919 la division du général Oulagaï fut transformée en 2e corps du Kouban, comportant les 2e et 3e divisions du Kouban ainsi que la 3e brigade du Kouban. En mars 1919 le général défait au nord de Manytch le corps de cavalerie de B. Doumenko.
Début mai 1919, il participe aux combats à Velikokniajeskaïa. En juin-août 1919 Oulagaï commande le groupe de cavalerie de l’armée du Caucase vers Tsaritsyne.
En mai le général Dénikine donne à l’armée du Caucase la mission de prendre la position retranchée de Tsaritsyne que les troupes du général Mamontov n’avait pu prendre. Le commandement bolchévique fit venir des renforts d’Astrakhan et du front oriental à Tsaritsyne, en tout 9 régiments supplémentaires de l’Armée rouge ; les barbelés, la nombreuse artillerie et les stocks de munitions fournis rendaient les positions défensives de Tsaritsyne difficiles à prendre d’assaut. Aussi la première tentative du commandant de l’armée du Caucase, général Wrangel, de capturer Tsaritsyne début juin fut un échec.
Après avoir reçu des renforts, le 16 juin, général baron Wrangel lança un second assaut de Tsarytsine. Le 17 juin, après des combats acharnés, la cavalerie du général Oulagaï rentrait dans la ville, brisant la résistance rouge. La 10e armée soviétique était battue et dû se retirer en amont sur la Volga.
Fin octobre 1919 il renonce au commandement du 2e corps du Kouban et le transmet au général Naoumenko. En décembre 1919 le nouveau commandant de l’armée des volontaires, le général Wrangel, nomme le général Oulagaï à la tête des cavaleries du Don et du Kouban réunies à la place du général Mamontov. Cependant le général Oulagaï, informé de la faible préparation au combat de ces troupes, décline la proposition au profit du colonel Kostikov. En décembre 1919, il tombe malade du typhus à Ekaterinodar.
Guéri, en janvier-février 1920, le général Oulagaï remplace le général A. G. Chkouro à la tête de l’Armée du Kouban des Forces Armées du Sud de la Russie.
Le 22 mars 1920, Dénikine le convoque en Crimée pour participer au conseil de guerre, réuni pour désigner un nouveau commandant en chef. Le 8 avril 1920, le commandement de l’armée du Kouban est transmis à l’ataman général Bourketov et le général Oulagaï est placé à la disposition du commandant en chef le général baron Wrangel.

### Débarquement de 1920
Le général Oulagaï est célèbre en tant que commandant du groupe spécial de l’armée russe du général Wrangel qui effectua en août 1920 un débarquement au Kouban.
Les troupes du lieutenant général S. Oulagaï débarquèrent aux environs d’Akhtari, pratiquement sans rencontrer de résistance, du 14 au 17 août 1920. Oulagaï ne parvint toutefois pas à soulever les Cosaques du Kouban et ce débarquement, une des dernières grandes actions des armées blanches au cours de la guerre civile, se solda par un échec.

## Exil

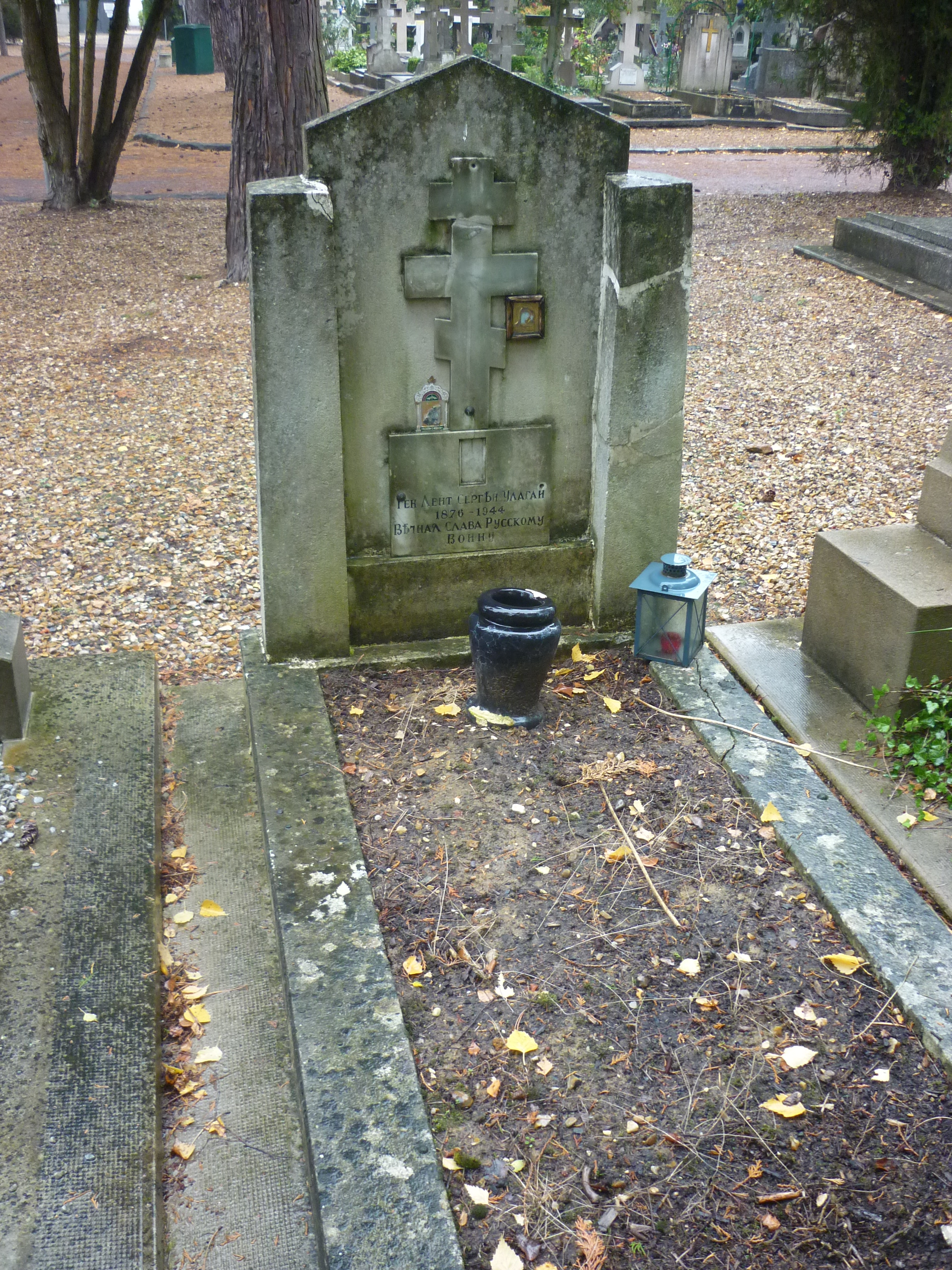
Tombe de S.G. Oulagaï au cimetière russe de Sainte-Geneviève-des-Bois.

Après que l’Armée rouge a forcé l’isthme de Perekop en novembre 1920, le général Oulagaï est évacué avec l’armée russe vers la Turquie. Il s’installe ensuite en France, à Marseille.
En exil il fonde une troupe de cavaliers voltigeurs avec lesquels il se produit en Europe et aux États-Unis d’Amérique.
Il meurt le 29 avril 1944 à Marseille. Le 22 janvier 1949 sa dépouille est transférée au cimetière russe de Sainte-Geneviève-des-Bois.